# جوالات الأرجل
جوالات الأرجل (الاسم العلمي:Dromopoda) هي تحت طائفة من العناكب بما في ذلك الحصادات والعقارب والعقارب الزائفة والمعتزلات ("العناكب الجملية"). وتصنف هذه الأخيرة الثلاثة في بعض الأحيان في أصنوفة تسمى نوفوجينواتا. وقد أظهرت تحاليل مورفولوجية وجزيئية مجتمعة أن جوالات الأرجل هي أحادية النمط الخلوي. ومع ذلك، فإن التحليل الجزيئي الدقيق لا تدعم أحادية النمط الخلوي لجوالات الأرجل.

## التصنيف
- بسيطات الساق
  - العناكب الجملية
    - الراغودات
      - الراغودة